# 赤坂亀次郎
赤坂 亀次郎（龜次郎、あかさか かめじろう、1858年6月13日（安政5年5月3日）- 1942年（昭和17年）12月12日）は、明治から昭和前期の出版人、実業家、政治家。衆議院議員。

## 経歴
陸奥国菊多郡、のちの福島県菊多郡上遠野村（石城郡上遠野村、遠野町を経て現いわき市遠野町上遠野）で、赤坂吉忠の息子として生まれる。村儒・小沢政美に師事し漢籍を学び、1873年（明治6年）磐前県立英学校・惜陰舎に入学。1875年（明治9年）5月に上京して慶應義塾に入塾し、成績優秀で1878年（明治11年）12月に卒業した。
福澤諭吉の勧めで横浜丸善商店に入店し、輸出入業に従事して一年余り在勤し、東京丸善本店（現丸善雄松堂）に転じ支配人となる。出版のめどが立たなかった小野梓の『国権汎論』について、その出版を引き受けて世に出した。小野梓が経営していた東洋舘が小野の没後に経営難となり、牟田口元学、藤田茂吉らとその整理に当たり集成社に改組して社長に就任。外国書籍直輸入業も営み、東京商工会会員となる。その後、集成社を閉じて新聞社を創設し、『日曜新聞』を発刊し『毎朝新聞』に改題して発行を続けたが1年半ほどで廃刊した。その他、東京書籍出版業組合副頭取、日本図書 (株) 協議員などを務めた。1890年（明治23年）に帰郷して、上遠銀行の設立に参画し取締役に就任した。
1903年（明治36年）3月、第8回衆議院議員総選挙（福島県郡部、憲政本党）で初当選したが、まもなく議会解散となり選挙地盤を安島重三郎に譲り、衆議院議員に1期在任した。その後、共同印刷所社長となり実業界に専念した。

## 国政選挙歴
- 第1回衆議院議員総選挙（福島県第5区、1890年7月、立憲改進党）落選[8]
- 第3回衆議院議員総選挙（福島県第5区、1894年3月、立憲改進党）落選[8]
- 第4回衆議院議員総選挙（福島県第5区、1894年9月、立憲改新党）次点落選[9]
- 第8回衆議院議員総選挙（福島県郡部、1903年3月、憲政本党）当選[7]

## 著作
訳書
- ヘンリー・ダンニング・マクレッド 『麻氏理財学』赤坂亀次郎、1885年。
- トーマス・ラーレー『政学一班』集成社、1889年。
- マクレオッド『理財学（麻氏）』集成社、1889年。
- トーマス・ラーレー『政学原論』丸善、1902年。